# World Steel Association

worldsteels logo.

De World Steel Association, of kortweg worldsteel, is een internationale organisatie van staalproducenten.
Het is een van de grootste industriële associaties ter wereld met zo'n 160 – waaronder 9 van 's werelds 10 grootste – staalproducenten, nationale en regionale organisaties in de staalindustrie en staalonderzoeksinstellingen als lid. De leden van worldsteel staan voor ongeveer 85% van de wereldwijde staalproductie. Om volwaardig lid te mogen worden moet een staalproducent onafhankelijk zijn en minstens twee miljoen ton staal op jaarbasis produceren.
worldsteel is een non-profit onderzoeksinstituut. Het werd op 19 oktober 1967 opgericht als het International Iron and Steel Institute (IISI) met hoofdkwartier in Brussel. In 2004 werden de vijf grootste staalproducenten van China lid. In april 2006 werd een tweede kantoor geopend in het Chinese Peking. In oktober 2008 werd de naam van de organisatie gewijzigd in World Steel Association.
Het doel van worldsteel is om een forum te zijn bij zaken die de wereldwijde staalindustrie aangaan, de kwaliteit van de productieprocessen van de leden meten, de promotie van de staalindustrie in de media wereldwijd en de ontwikkeling van de staalmarkt. Het instituut publiceert ook jaarlijks de wereldstaalproductievolumes.